# François Konter
François Konter (Lasauvage, 4 febbraio 1934 – 29 agosto 2018) è stato un calciatore lussemburghese, di ruolo difensore.

## Carriera
Fu recordman di presenze per la Nazionale Lussemburghese dal 1966 al 1995, quando venne superato da Carlo Weis.